# 우이팅
우이팅(중국어 정체자: 吳伊婷, 병음: Wú Yītíng, 한자음: 오이정, Wu Yi-Ting, 1982년 3월 9일 ~ )은 대만의 배우이다.

## 방송
- 훈수서문
- 신정화개
- 아재1949, 등니
- 강호.com
- 대의원소의사

## 영화
- 기말고